# Quai Godefroid Kurth
Pour les articles homonymes, voir Godefroid Kurth et Kurth.
Le quai Godefroid Kurth est une artère de Liège (Belgique) située à Outremeuse, sur la rive droite de la Meuse, entre le pont Maghin et le pont Atlas.

## Odonymie
Le quai rend hommage à l'historien Godefroid Kurth (1847-1916). Le quai prend ce nom en 1932. Auparavant, il s'appelait le quai de l'Abattoir.

## Description
Avec une longueur d'environ 1 170 m, ce quai est l'un des plus longs de la ville de Liège. C'est le dernier quai de la rive droite de la Meuse avant que celle-ci ne soit rejointe par la Dérivation. Sur la rive opposée, se trouve le quai Saint-Léonard.
Doublé par un quai de halage, le quai sert constamment d'amarrage à plusieurs péniches. Avant l'assèchement au XIXe siècle des différents bras de Meuse appelés biez qui coulaient en Outremeuse, l'endroit où se situe le quai faisait partie de l'île Dos-Fanchon.

## Patrimoine
Au coin du quai et de la rue Adolphe Maréchal, se situe le temple protestant appelé aussi église de la Rédemption. Il a été érigé en 1930 dans un style moderniste agrémenté de lignes propres à l'Art déco que l'on retrouve principalement sur la tour.
La maison Lovens réalisée à la fin du XIXe siècle par l'architecte Paul Jaspar se trouve à l'angle de la rue Curtius.

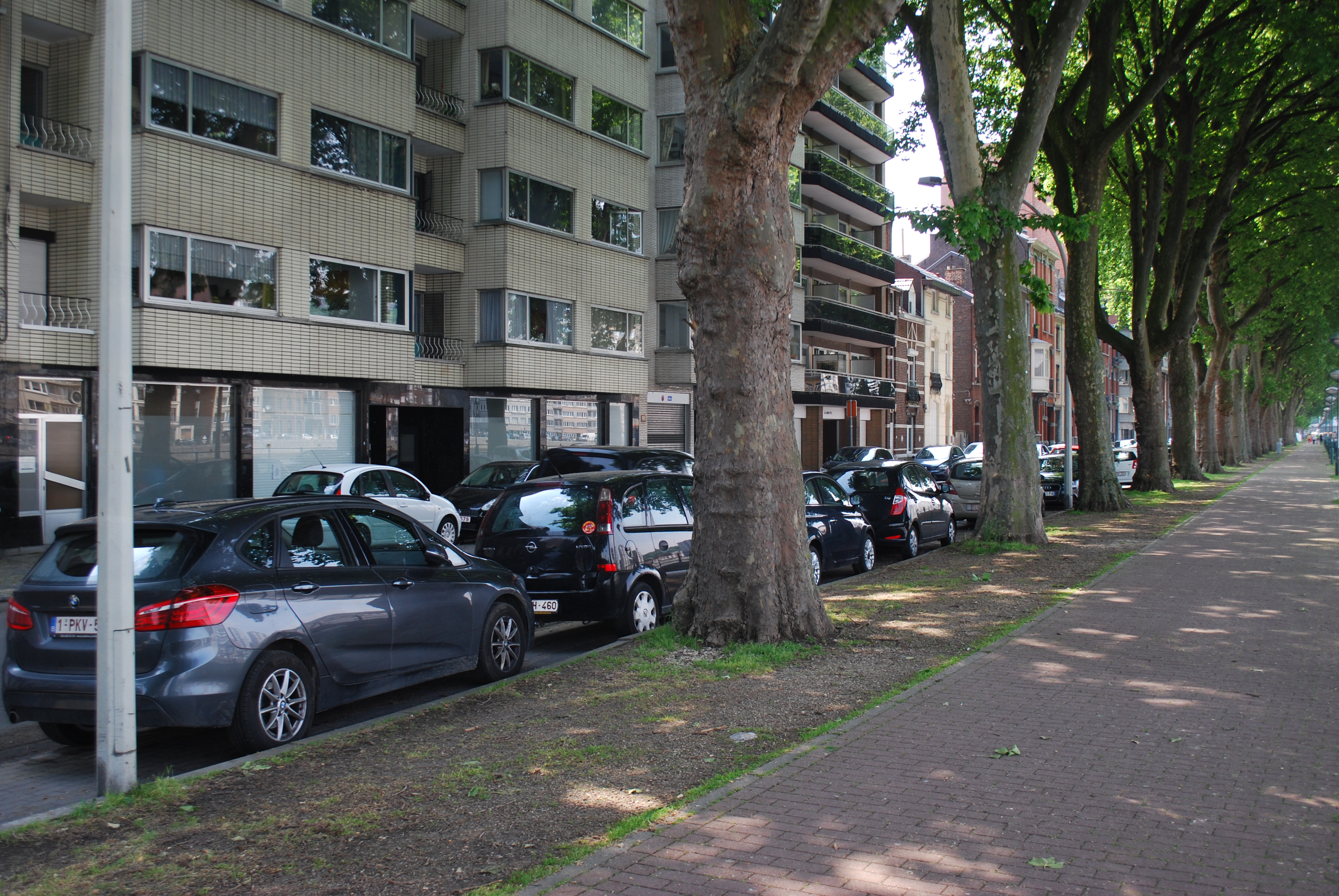
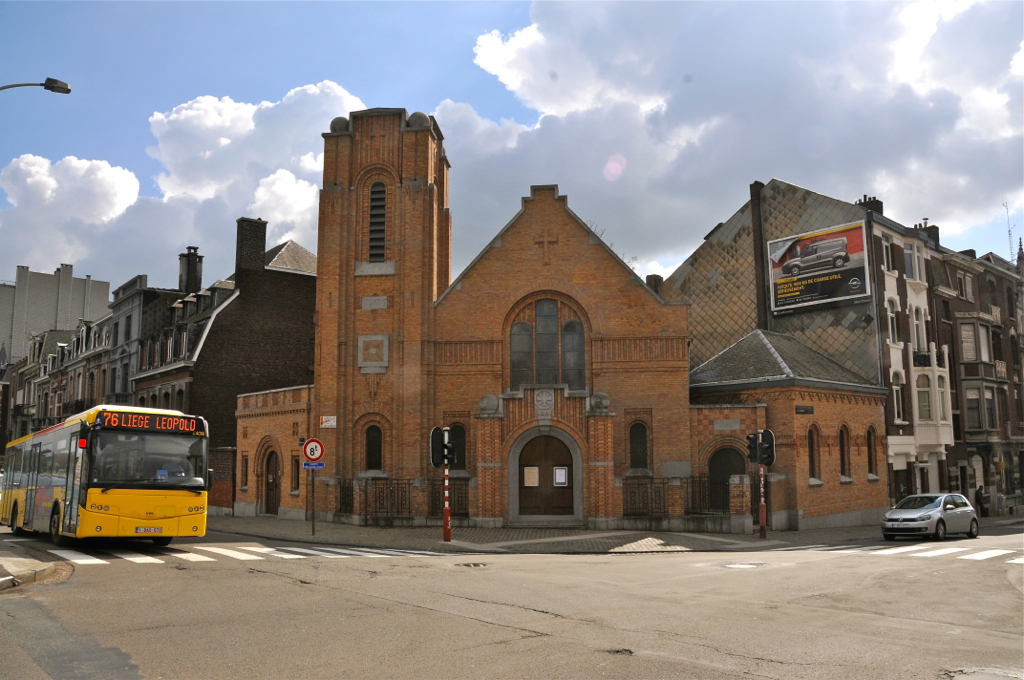
L'église de la Rédemption
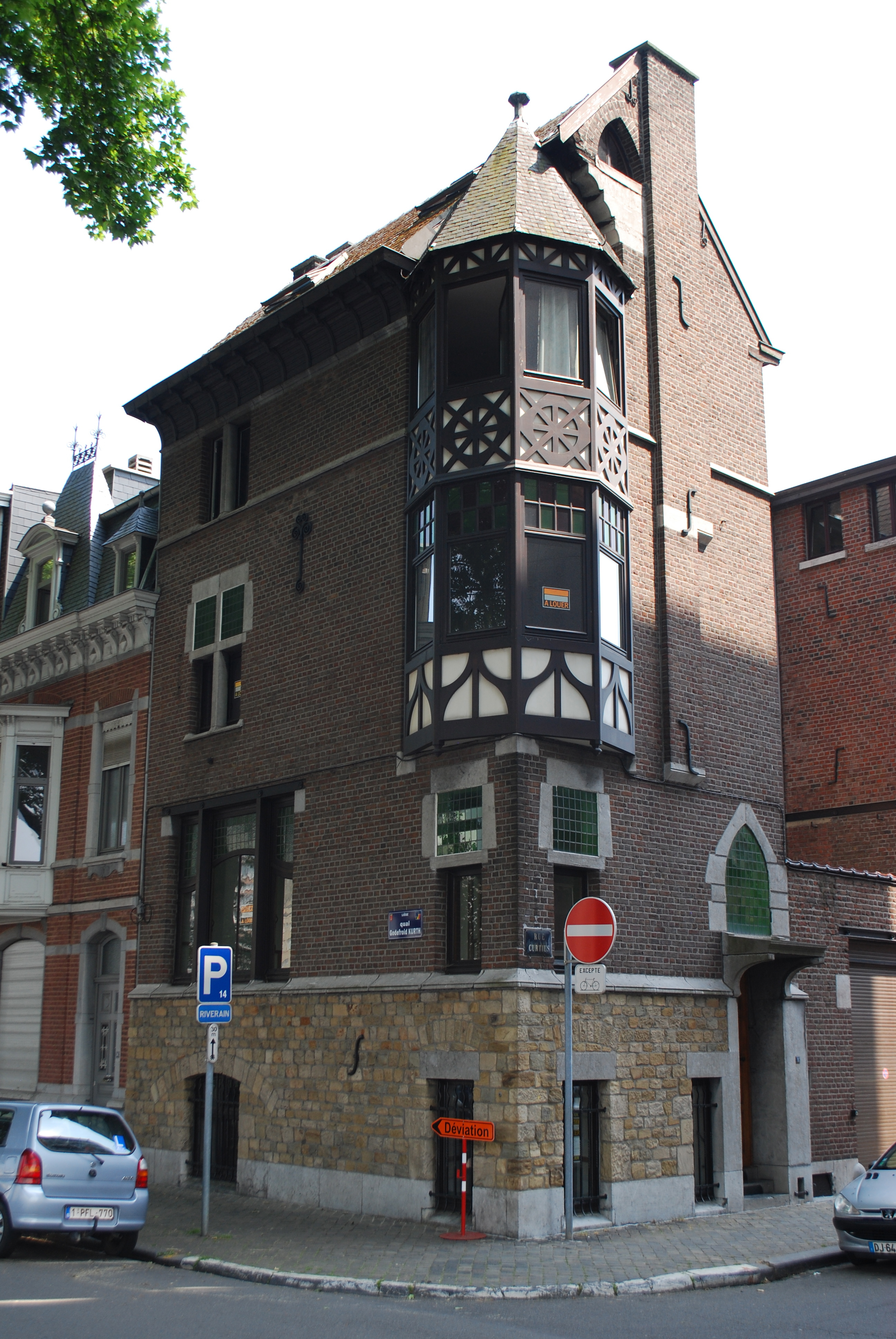
La maison Lovens
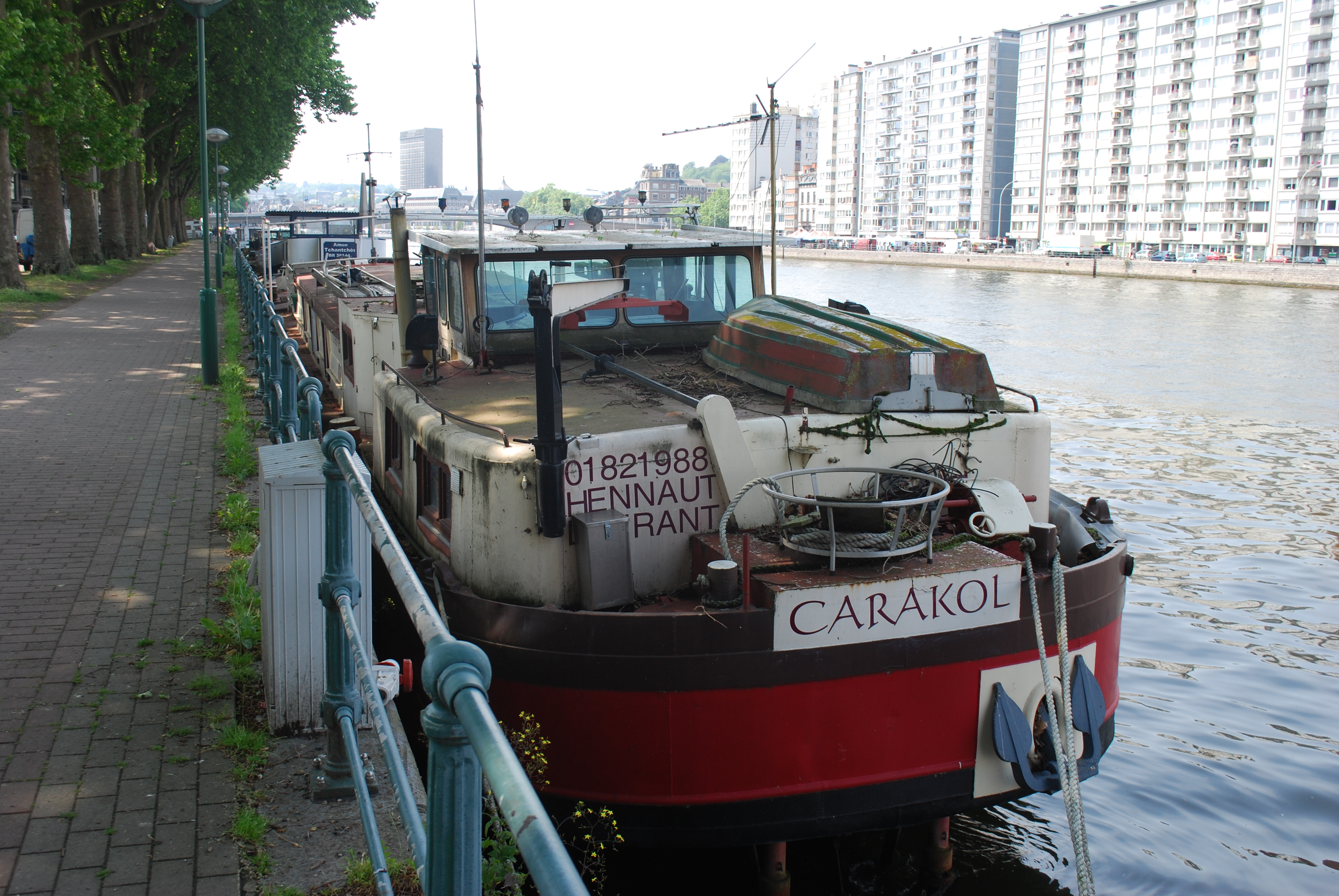
Péniches amarrées au quai

## Transports
En face du no 78, un embarcadère, la station Cœur historique, permet d'emprunter la navette fluviale.

## Activités
L'institut provincial d'Enseignement de Promotion Sociale (IPEPS Liège) est implanté à l'extrémité de l'île entre le quai du Barbou et le quai Godefroid Kurth.
La polyclinique universitaire Lucien Brull, une tour de 14 étages, se situe au no 45. Elle est connue pour abriter l'unique centre de ressources autisme (CRA) qui diagnostique les adultes en Belgique francophone.

## Voiries adjacentes
- Quai Sainte-Barbe
- Rue Adolphe Maréchal
- Pont Maghin
- Rue Curtius
- Rue Dos-Fanchon
- Rue Alex Bouvy
- Rue de l'Abattoir